# Communauté de communes Bugey Sud
Die Communauté de communes Bugey Sud ist ein französischer Gemeindeverband mit Rechtsform einer Communauté de communes im Département Ain in der Region Auvergne-Rhône-Alpes. Sie wurde am 1. Januar 2014 gegründet und umfasst 41 Gemeinden (Stand: 1. Januar 2024). Der Verwaltungssitz befindet sich in der Stadt Belley. Sie ist nach der Landschaft Bugey benannt.

## Geschichte
Die Communauté de communes Bugey Sud entstand am 1. Januar 2014 aus der Fusion von vier benachbarten ehemaligen Gemeindeverbänden, die jeweils schon eine Zeit lang bestanden:
- Communauté de communes Belley Bas Bugey: Verband von 23 Gemeinden in der Ebene von Belley zwischen der Rhône und dem Südzipfel der Jura-Höhenzüge, gegründet am 14. Dezember 2000.
- Communauté de communes Bugey-Arène-Furans: Verband von 8 Gemeinden um Virieu-le-Grand, gegründet am 26. Dezember 2001.
- Communauté de communes du Colombier: Verband von Culoz und drei weiteren Gemeinden am Südfuß des Grand Colombier, gegründet am 28. Dezember 2001.
- Communauté de communes Terre d’eaux: Verband von sechs an der Südspitze des Département Ain gelegenen Dörfern mit Sitz in Brégnier-Cordon, gegründet am 1. Januar 2002. Seine Mitgliedsgemeinde Groslée nahm nicht an der Fusion teil, sondern entschied sich für eine Zugehörigkeit zur Communauté de communes Rhône - Chartreuse de Portes.

Alle vier Verbände gingen auf Vorgängerstrukturen (district) zurück, die Anfang der 1990er Jahre gegründet worden waren. Die Gemeinde Artemare war vorher Mitglied im Verband Valromey, der als eigenständige Communauté de communes weiterbesteht.
Mit Wirkung vom 1. Januar 2017 wurden die Gemeinden der gleichzeitig aufgelösten Communauté de communes du Valromey integriert.
Mit Wirkung vom 1. Januar 2025 wurde die bis dahin selbstständige Gemeinde Ruffieu zur Commune nouvelle Haut Valromey zusammengelegt. Dies reduzierte die Anzahl der Gemeinden des Gemeindeverbands von 42 auf 41.

## Aufgaben
Zu den vorgeschriebenen Kompetenzen gehören die Entwicklung und Förderung wirtschaftlicher Aktivitäten und des Tourismus sowie die Raumplanung. Letztere untersteht dem SCoT Bugey, ein gemeinsames Schéma de Cohérence Territoriale der drei Gemeindeverbände Bugey Sud, Valromey und Plateau d’Hauteville. Zusätzlich übernimmt der Gemeindeverband die Straßenmeisterei, Abfallwirtschaft, Abwasserbehandlung und weitere Umweltangelegenheiten. Der Gemeindeverband trägt außerdem die Verantwortung für Sporteinrichtungen, Schulgebäude sowie kulturelle und sportbezogene Ereignisse.

## Mitgliedsgemeinden
| Gemeinde                         | Einwohner 1. Januar 2022 | Fläche km² | Dichte Einw./km² | Code INSEE | Postleitzahl |
| -------------------------------- | ------------------------ | ---------- | ---------------- | ---------- | ------------ |
| Ambléon                          | 114                      | 5,88       | 19               | 01006      | 01300        |
| Andert-et-Condon                 | 335                      | 6,94       | 48               | 01009      | 01300        |
| Arboys en Bugey                  | 688                      | 22,49      | 31               | 01015      | 01300        |
| Armix                            | 25                       | 6,82       | 4                | 01019      | 01510        |
| Artemare                         | 1.141                    | 3,75       | 304              | 01022      | 01510        |
| Arvière-en-Valromey              | 715                      | 40,99      | 17               | 01453      | 01260        |
| Belley                           | 9.270                    | 22,42      | 413              | 01034      | 01300        |
| Brégnier-Cordon                  | 812                      | 11,00      | 74               | 01058      | 01300        |
| Brens                            | 1.117                    | 6,90       | 162              | 01061      | 01300        |
| Ceyzérieu                        | 1.028                    | 19,72      | 52               | 01073      | 01350        |
| Champagne-en-Valromey            | 826                      | 18,16      | 45               | 01079      | 01260        |
| Chazey-Bons                      | 1.165                    | 15,44      | 75               | 01098      | 01300        |
| Cheignieu-la-Balme               | 130                      | 6,26       | 21               | 01100      | 01510        |
| Colomieu                         | 164                      | 5,96       | 28               | 01110      | 01300        |
| Contrevoz                        | 489                      | 14,18      | 34               | 01116      | 01300        |
| Conzieu                          | 148                      | 7,20       | 21               | 01117      | 01300        |
| Cressin-Rochefort                | 384                      | 7,93       | 48               | 01133      | 01350        |
| Culoz-Béon                       | 3.416                    | 29,66      | 115              | 01138      | 01350        |
| Cuzieu                           | 423                      | 4,87       | 87               | 01141      | 01300        |
| Flaxieu                          | 64                       | 2,79       | 23               | 01162      | 01350        |
| Groslée-Saint-Benoit             | 1.232                    | 28,92      | 43               | 01338      | 01300        |
| Haut Valromey                    | 777                      | 121,88     | 6                | 01187      | 01260        |
| Izieu                            | 223                      | 7,67       | 29               | 01193      | 01300        |
| La Burbanche                     | 97                       | 10,82      | 9                | 01066      | 01510        |
| Lavours                          | 138                      | 6,30       | 22               | 01208      | 01350        |
| Magnieu                          | 651                      | 11,37      | 57               | 01227      | 01300        |
| Marignieu                        | 164                      | 3,55       | 46               | 01234      | 01300        |
| Massignieu-de-Rives              | 653                      | 9,52       | 69               | 01239      | 01300        |
| Murs-et-Gélignieux               | 239                      | 6,46       | 37               | 01268      | 01300        |
| Parves et Nattages               | 943                      | 15,86      | 59               | 01286      | 01300        |
| Peyrieu                          | 918                      | 14,13      | 65               | 01294      | 01300        |
| Pollieu                          | 167                      | 3,71       | 45               | 01302      | 01350        |
| Prémeyzel                        | 245                      | 7,63       | 32               | 01310      | 01300        |
| Rossillon                        | 164                      | 8,07       | 20               | 01329      | 01510        |
| Saint-Germain-les-Paroisses      | 423                      | 16,27      | 26               | 01358      | 01300        |
| Saint-Martin-de-Bavel            | 431                      | 8,50       | 51               | 01372      | 01510        |
| Talissieu                        | 514                      | 4,80       | 107              | 01415      | 01510        |
| Valromey-sur-Séran               | 1.350                    | 56,71      | 24               | 01036      | 01260        |
| Virieu-le-Grand                  | 1.110                    | 12,55      | 88               | 01452      | 01510        |
| Virignin                         | 1.122                    | 7,88       | 142              | 01454      | 01300        |
| Vongnes                          | 71                       | 2,05       | 35               | 01456      | 01350        |
| Communauté de communes Bugey Sud | 34.086                   | 624,01     | 55               | –          | –            |